# Isola Ringgold
Ringgold (in aleutino Tanam Aduu) è un'isola disabitata delle isole Andreanof, nell'arcipelago delle Aleutine, e appartiene all'Alaska (USA). Si trova nella Bay of Islands, nella parte nord-ovest dell'isola Adak.
L'isola è stata così denominata dall'ufficio idrografico della US Navy in onore del capitano Cadwalader Ringgold, comandante di una spedizione esplorativa, nel 1855, nel Pacifico settentrionale.